# ديموبوليس
ديموبوليس (بالإنجليزية: Demopolis)‏ هي مدينة أمريكية تقع في ولاية ألاباما.تبلغ مساحة هذه المدينة 32.3 (كم²)،ويبلغ عدد سكانها 7540 نسمة حسب إحصاء سنة 2010 م.تشير الإحصاءات بأن الكثافة السكانية في هذه المدينة تقدر بـ(233.4) نسمة/كم2.

## التركيبة السكانية
حدّد مكتب تعداد الولايات المتحدة بيانات التركيبة السكانية لديموبوليس في تعداد الولايات المتحدة. في ما يلي، التركيبة السكانية حسب تعدادي 2000 و2010.

### تعداد عام 2000
بلغ عدد سكان ديموبوليس 7,540 نسمة بحسب تعداد عام 2000، وبلغ عدد الأسر 3,014 أسرة وعدد العائلات 2,072 عائلة مقيمة في المدينة. في حين سجلت الكثافة السكانية 161.2 نسمة لكل كيلومتر مربع (417.5/ميل2). وبلغ عدد الوحدات السكنية 3,311 وحدة بمتوسط كثافة قدره 70.8 لكل كيلومتر مربع (183.4/ميل2).
وتوزع التركيب العرقي للمدينة بنسبة 47.75% من البيض و50.90% من الأمريكيين الأفارقة و0.09% من الأمريكيين الأصليين و0.20% من الأمريكيين ذوي الأصول الآسيوية و0.48% من الأعراق الأخرى و0.58% من عرقين مختلطين أو أكثر و0.98% من الهسبانيون أو اللاتينيون من أي عرق.
بلغ عدد الأسر 3,014 أسرة كانت نسبة 39.5% منها لديها أطفال تحت سن الثامنة عشر تعيش معهم، وبلغت نسبة الأزواج القاطنين مع بعضهم البعض 43.1% من أصل المجموع الكلي للأسر، ونسبة 22.5% من الأسر كان لديها معيلات من الإناث دون وجود شريك، بينما كانت نسبة 3.2% من الأسر لديها معيلون من الذكور دون وجود شريكة وكانت نسبة 31.3% من غير العائلات. تألفت نسبة 28.9% من أصل جميع الأسر من عدة أفراد يعيشون في نفس المنزل ونسبة 12.3% كانت تتألف من شخص يعيش بمفرده يبلغ من العمر 65 عاماً أو أكثر. وبلغ متوسط حجم الأسرة المعيشية 2.48، أما متوسط حجم العائلات فبلغ 3.05.
بلغ العمر الوسطي للسكان 35.5 عاماً. وكانت نسبة 29.1% من القاطنين تحت سن الثامنة عشر، وكانت نسبة 8.4% بين الثامنة عشر والرابعة والعشرين عاماً، ونسبة 26.6% كانت واقعةً في الفئة العمرية ما بين الخامسة والعشرين والرابعة والأربعين عاماً، ونسبة 21.5% كانت ما بين الخامسة والأربعين والرابعة والستين، ونسبة 13.5% كانت ضمن فئة الخامسة والستين عاماً فما فوق. يوجد لكل 100 أنثى 81.8 ذكر، ويوجد لكل 100 أنثى في الثامنة عشر من عمرها فما فوق 75.4 ذكر.
بلغ متوسط دخل الأسرة في المدينة 26,481 دولارًا، أما متوسط دخل العائلة فبلغ 35,752 دولارًا. وكان متوسط دخل الذكور 37,206 دولارًا مقابل 20,265 دولارًا للإناث. وسجل دخل الفرد الخاص بالمدينة 16,687 دولارًا. وكانت نسبة 26% من العائلات ونسبة 30.6% من السكان تحت خط الفقر، وكان من هؤلاء نسبة 38.5% تحت سن الثامنة عشر ونسبة 21.1% في الخامسة والستين من العمر وما فوق.

### تعداد عام 2010
بلغ عدد سكان ديموبوليس 7,483 نسمة بحسب تعداد عام 2010، وبلغ عدد الأسر 3,049 أسرة وعدد العائلات 1,998 عائلة مقيمة في المدينة. في حين سجلت الكثافة السكانية 160 نسمة لكل كيلومتر مربع (414.4/ميل2). وبلغ عدد الوحدات السكنية 3,417 وحدة بمتوسط كثافة قدره 73 لكل كيلومتر مربع (189.1/ميل2).
وتوزع التركيب العرقي للمدينة بنسبة 47.32% من البيض و50.10% من الأمريكيين الأفارقة و0.08% من الأمريكيين الأصليين و0.53% من الأمريكيين ذوي الأصول الآسيوية و0.01% من سكان جزر المحيط الهادئ و1.11% من الأعراق الأخرى و0.84% من عرقين مختلطين أو أكثر و2.42% من الهسبانيون أو اللاتينيون من أي عرق.
بلغ عدد الأسر 3,049 أسرة كانت نسبة 36.2% منها لديها أطفال تحت سن الثامنة عشر تعيش معهم، وبلغت نسبة الأزواج القاطنين مع بعضهم البعض 38.6% من أصل المجموع الكلي للأسر، ونسبة 23.3% من الأسر كان لديها معيلات من الإناث دون وجود شريك، بينما كانت نسبة 3.7% من الأسر لديها معيلون من الذكور دون وجود شريكة وكانت نسبة 34.5% من غير العائلات. تألفت نسبة 31.2% من أصل جميع الأسر من عدة أفراد يعيشون في نفس المنزل ونسبة 11.9% كانت تتألف من شخص يعيش بمفرده يبلغ من العمر 65 عاماً أو أكثر. وبلغ متوسط حجم الأسرة المعيشية 2.42، أما متوسط حجم العائلات فبلغ 3.04.
بلغ العمر الوسطي للسكان 37.1 عاماً. وكانت نسبة 27% من القاطنين تحت سن الثامنة عشر، وكانت نسبة 8.8% بين الثامنة عشر والرابعة والعشرين عاماً، ونسبة 24.1% كانت واقعةً في الفئة العمرية ما بين الخامسة والعشرين والرابعة والأربعين عاماً، ونسبة 25.3% كانت ما بين الخامسة والأربعين والرابعة والستين، ونسبة 14.8% كانت ضمن فئة الخامسة والستين عاماً فما فوق. وتوزع التركيب الجنسي للسكان بنسبة 44.7% ذكور و55.3% إناث.

## أعلام
- باول فيليبس
- ثيو راتليف
- تومي بروكر
- لاسي أ. كولير
- ريتشارد باسيل
- جنيف ميرسير